# Kevin Lima
Kevin Rupert Lima, född 12 juni 1962 i Pawtucket i Rhode Island, är en amerikansk filmregissör. Han är mest känd för att ha regisserat Disney-filmerna Janne Långben – The Movie, Tarzan, 102 dalmatiner och Förtrollad.